# شلختان
شلختان روستایی در ولسوالی فیروز کوه از ولایت غور در کشور افغانستان است.